# Barbada

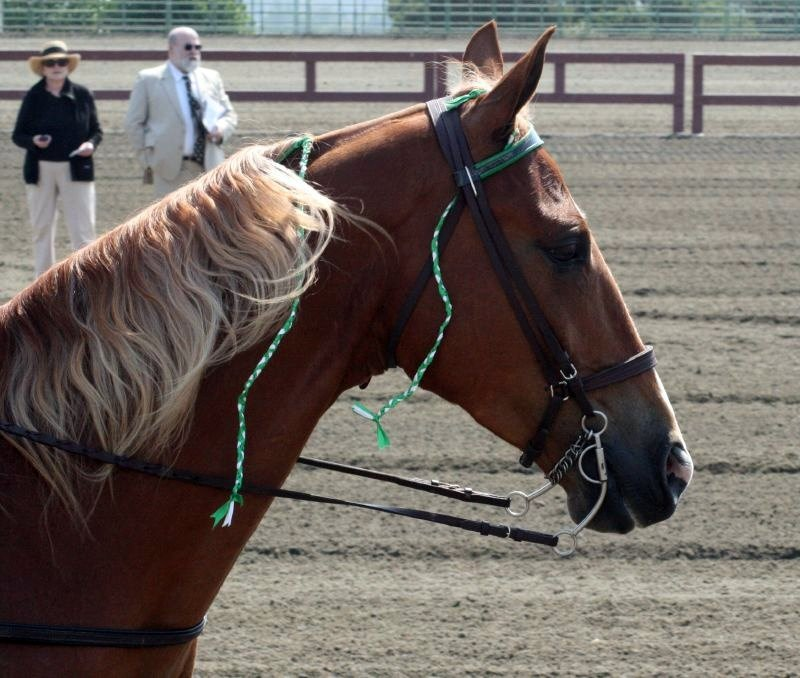
Caballo con barbada

Se llama barbada o cadenilla de barbada a la cadenilla hierro que se pone debajo de la barba de la caballería para conducirla y sujetarla. 
La barbada es una de las partes más esenciales del bocado, y sirve para contrarrestar la acción y efecto de las camas. Al venir estas atrás hace que la embocadura oprima los asientos de la boca del caballo, colocándose la mandíbula entre dos fuerzas opuestas. Las mallas de esta cadenilla férrea deben ser redondas y más gruesas por su centro que por el punto en que cada una enlaza con la siguiente, y todas disminuyen progresivamente hasta los dos extremos con que se sujeta a los alacranes.
Sus efectos son más o menos fuertes y obran con mayor grado de presión sobre las barras o asientos cuando se le opone mayor resistencia por la forma de las camas adonde está adherida. Es sin embargo contrario a la buena equitación tener que recurrir para sujetar a un caballo duro de boca a las cadenillas picadas, las de media caña, las de cuchilla, las de perrillo, etc. pues todas ellas son perjudiciales. La cadenilla debe tener de 18 a 20 centímetros de longitud.
En el ganado mular se suele emplear en vez de cadenilla un gatillo o media-caña. Si sus dentellones son muy agudos y se dan sofrenadas o gatilladas frecuentes se hieren los bordes de las ramas de la mandíbula posterior y acarrea heridas de bastante consideración ocasionando el que se resabien los animales. Algunas veces suelen envolver el gatillo con lienzo o estopa para que no hiera, pero lo mejor es no usarlo si no es de absoluta necesidad.